# Grabhügelnekropole Badem
Koordinaten: 50° 0′ 45″ N, 6° 37′ 37″ O
Die Grabhügelnekropole Badem ist ein römisches Grabfeld in der Ortsgemeinde Badem im Eifelkreis Bitburg-Prüm in Rheinland-Pfalz.

## Beschreibung
Es handelt sich um zwei Gruppen von Grabhügeln nordöstlich von Badem in einem Waldgebiet sowie in einer landwirtschaftlich genutzten Fläche.
Die Gruppe der Grabhügel im Wald ist noch undatiert, während die andere Grabhügelgruppe dem 3. Jahrhundert n. Chr. angehört.

## Archäologische Befunde

### Allgemein
Die römischen Grabfunde konzentrieren sich auf drei verschiedene Örtlichkeiten, die jedoch räumlich sehr dicht beieinander liegen. Aufgrund dessen geht man heute von einer einst zusammengehörenden Nekropole aus, die während der Hunsrück-Eifel-Kultur entstanden ist. Später folgten dieser vermutlich Flachgräber nach.

### Grabhügelgruppe 1
Diese liegt innerhalb eines Waldgebietes und besteht aus insgesamt fünf Hügelgräbern unbekannter Zeitstellung. 1934 wurden wenig östlich der Fundstelle bereits römische Brandgräber entdeckt.

### Grabhügelgruppe 2
Diese liegt heute außerhalb des Waldes im Bereich der angrenzenden landwirtschaftlichen Nutzfläche. Im Jahre 1935 fand man hier mehrere römische Gräber. Sie bestanden aus jeweils vier die Grabstelle einschließenden Kalksteinplatten, mit jeweils einer abschließenden Deckplatte. Bezüglich der Beigaben wurden je Grab rund drei bis fünf Tongefäße sowie Schüsseln mit Aschenresten gefunden. Eines der Gräber stach durch eine reichere Ausstattung hervor. Hier beobachtete man einen großen Krug mit zwei Henkeln aus grünlichem Glas, eine Tonlampe, einen Ölkrug, eine Münze sowie mehrere Schüsseln. Ein weiteres Grab wies neben den gewöhnlichen Befunden einen Ohrring, eine Fibel sowie eine Münze auf.

## Erhaltungszustand und Denkmalschutz
Die Grabhügelgruppe 1 innerhalb des Waldgebietes wurde nicht näher untersucht und ist erhalten geblieben. Grabhügelgruppe 2 wurde bei Bauarbeiten entdeckt und weitestgehend geborgen. Zudem befindet sich das Grabhügelfeld innerhalb einer heute landwirtschaftlich genutzten Fläche. Es ist nicht mehr vor Ort erhalten. Zu dem in der Nähe von Grabhügelfeld 1 gefundenen Brandgräberfeld liegen keine Angaben vor.
Die Nekropole ist als eingetragenes Kulturdenkmal im Sinne des Denkmalschutzgesetzes des Landes Rheinland-Pfalz (DSchG) unter besonderen Schutz gestellt. Nachforschungen und gezieltes Sammeln von Funden sind genehmigungspflichtig, Zufallsfunde an die Denkmalbehörden zu melden.